# Mus bufo
Il topo rospo (Mus bufo Thomas, 1906) è un roditore della famiglia dei Muridi diffuso nell'Africa centro-orientale.

## Descrizione
Roditore di piccole dimensioni, con la lunghezza della testa e del corpo tra 61 e 90 mm, la lunghezza della coda tra 53 e 75 mm, la lunghezza del piede tra 13,5 e 18 mm, la lunghezza delle orecchie tra 9 e 13 mm e un peso fino a 12 g.

Le parti superiori variano dal bronzo scuro al nerastro con dei riflessi arancioni, più scure lungo la schiena. Le parti ventrali sono bianche, con la base dei peli grigia e con una tinta arancione. Le zampe sono chiare. Le orecchie sono bruno-nerastre e quasi prive di peli. La coda è più corta della testa e del corpo, è nerastra sopra e più chiara sotto.

## Biologia

### Comportamento
È una specie terricola. 

### Alimentazione
Si nutre di parti vegetali ed occasionalmente di insetti.

## Distribuzione e habitat
Questa specie è diffusa nella parte della Rift Valley albertina dell'Uganda sud-occidentale, Ruanda e Burundi occidentali e Repubblica Democratica del Congo centro-orientale.
Vive nelle dense foreste umide, nelle foreste di palude, nei boschi di bambù e foreste secondarie tra 1.500 e 3.000 metri di altitudine.

## Conservazione
La IUCN Red List, considerato che questa specie è ampiamente diffusa all'interno del suo areale ed è priva di serie minacce, classifica M.bufo come specie a rischio minimo (Least Concern).